# 8947 Mizutani
8947 Mizutani è un asteroide della fascia principale. Scoperto nel 1997, presenta un'orbita caratterizzata da un semiasse maggiore pari a 2,7556493 UA e da un'eccentricità di 0,2110492, inclinata di 8,82173° rispetto all'eclittica.